# Handball-Oberliga Baden-Württemberg der Männer 2022/23
Die Handball-Oberliga Baden-Württemberg 2022/23 wurde unter dem Dach der Handballverbände Baden, Südbaden sowie  Württemberg organisiert. Sie ist die höchste Spielklasse des Verbundes und wird unterhalb der 3. Liga als vierthöchste Spielklasse im deutschen Ligensystem eingestuft.

## Saisonverlauf
Die Handball-Oberliga Baden-Württemberg 2022/23 war die dreiundzwanzigste Ausspielung dieser Handballliga.

### Modus
Sechzehn Mannschaften spielten eine Vor- und Rückrunde. Nach Abschluss der daraus resultierenden Spieltage sind Meister und Vizemeister in die 3. Liga aufgestiegen und die letzten fünf Mannschaften in die Verbandsligen abgestiegen.

## Teilnehmer
Nicht mehr dabei waren die Auf- und Absteiger der Vorsaison. Neu hinzukamen die Absteiger (A) der 3. Liga und die Aufsteiger (N) aus den Verbandsligen.

Handballverband Baden

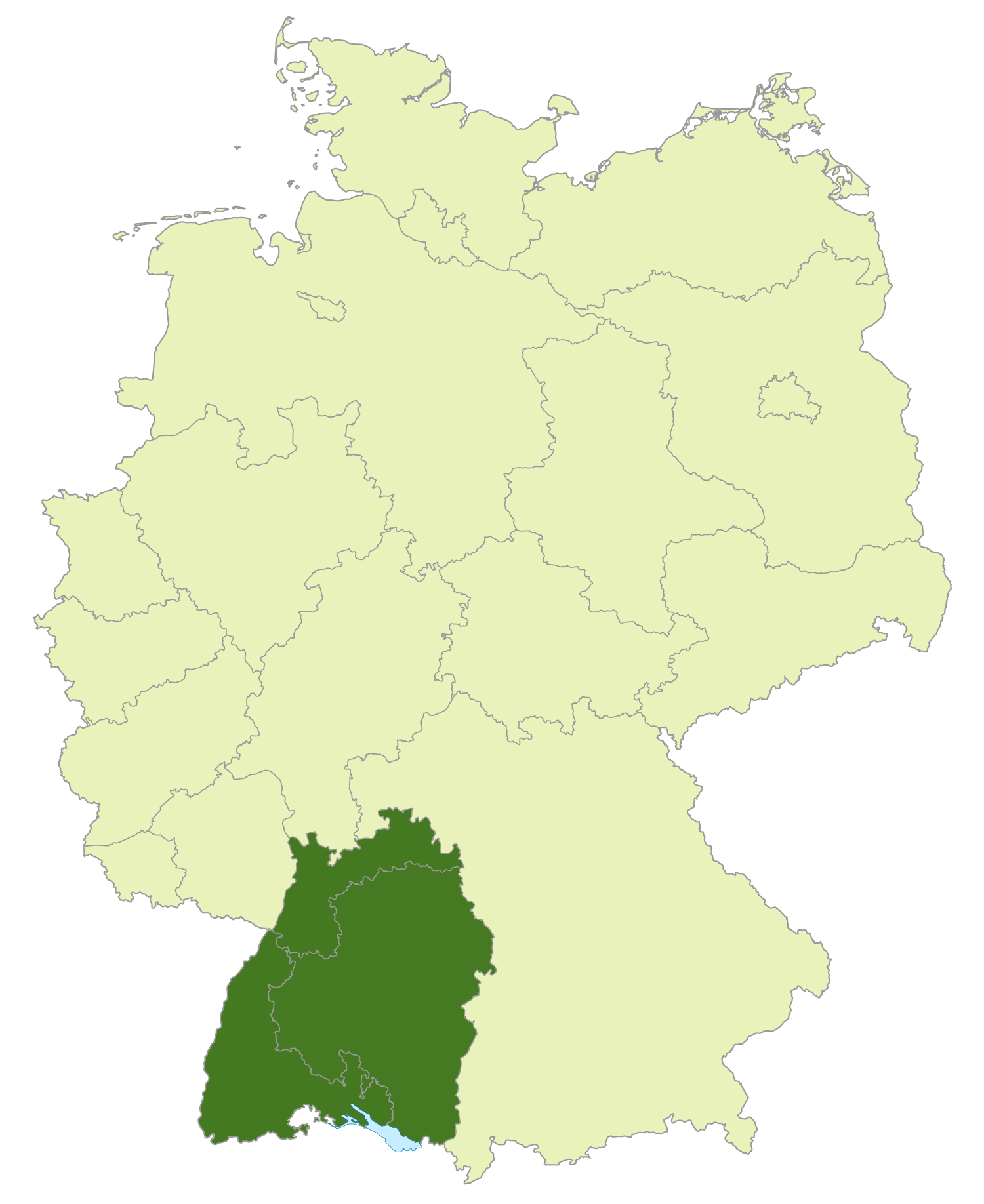
Bereich Handball-Oberliga
Baden-Württemberg

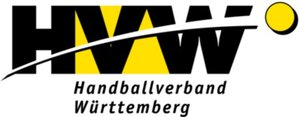
Handballverband Württemberg

### Abschlussplatzierungen
|  1. TGS Pforzheim (A)  2. VfL Waiblingen (N) - 3. TV Plochingen (A) - 4. TV Bittenfeld 2 - 5. TSV Heiningen 1892 - 6. TSG Söflingen (A) - 7. TVG Großsachsen (N) - 8. TSV 1899 Blaustein (A) - 9. TSB Schwäbisch Gmünd - 10 HC Neuenbürg 2000 - 11 SG H2Ku Herrenberg - 12 TSV Weinsberg - 13 HSG Konstanz 2  14 TSV Wolfschlugen (N)  15 TV Knielingen (N)  16 TV Weilstetten  17 TuS Altenheim (N)  18 TuS Steißlingen |

(A) = Absteiger aus der 3. Liga (N) = neu in der Liga
  Meister und Aufsteiger zur 3. Liga 2023/24
  Vizemeister und Aufsteiger zur 3. Liga 2023/24
- Für die Oberliga 2023/24 qualifiziert